# Långsele, Graninge och Helgums pastorat
Långsele, Graninge och Helgums pastorat var ett pastorat inom Svenska kyrkan i Ådalens kontrakt av Härnösands stift. Pastoratet uppgick 2021 i Sollefteå pastorat. 
Pastoratet bildades 1962, låg i Sollefteå kommun och omfattade mallan 2006 och 2021 följande församlingar:
- Långsele församling
- Graninge församling
- Helgums församling från 1999

Pastoratskod var 100114